# Celovška cesta 62, Ljubljana
Celovška cesta 62 je meščanska hiša, zgrajena v secesijskem slogu, ki se nahaja na Celovški cesti 62 v Spodnji Šiški (Ljubljana) v neposredni bližini cerkve svetega Jerneja.
Hiša, ki je bila zgrajena v prvi četrtini 20. stoletja, ima pravokotni tloris in osemosno glavno fasado, ki glede na Celovško cesto.<
Kot nepremična profana stavbna dediščina je uvrščena v Register nepremične kulturne dediščine pod evidenčno št. enote 20053.